# Kanta Tsuneyama
Kanta Tsuneyama (en japonés: 常山幹太, Tsuneyama Kanta; 21 de junio de 1996) es un deportista japonés que compite en bádminton. En los Juegos Asiáticos consiguió dos medallas de bronce, una en 2018 y otra en 2022.

## Palmarés internacional
| Juegos Asiáticos | Juegos Asiáticos    | Juegos Asiáticos  | Juegos Asiáticos |
| Año              | Lugar               | Medalla           | Prueba           |
| ---------------- | ------------------- | ----------------- | ---------------- |
| 2018             | Yakarta (Indonesia) | Medalla de bronce | Equipo           |
| 2022             | Hangzhou (China)    | Medalla de bronce | Equipo           |